# Arroyo Avay
El arroyo Avay es un cauce hídrico, de corto recorrido, situado en el Departamento Central de la República del Paraguay cuya naciente se localiza en la planicie del Ybytypanemá y su desembocadura en el río Paraguay. Sirve cómo límite natural entre las jurisdicciones de los municipios de Ypané y Villeta; también entre Ypané y Guarambaré.
Este arroyuelo es de gran valor histórico para los paraguayos debido a la batalla de Avaí, que se libró el 11 de diciembre de 1868 cerca de su desembocadura durante la Guerra de la Triple Alianza.
- Datos: Q5705498